# Кријеш се
Кријеш се је једини студијски албум југословенске и српске женске поп гурпе Шармерке, издат 1990. године, за Југодиск. Групу су чиниле сестре Патаковић, ћерке новинара Дејана Патаковића, и новинарака Сандра Перовић.
Чланице:
- Ивана Патаковић, новинарка, најпознатија по интервјуима са светским музичким звездама,[2] које је радила за тинејџерски часопис Хупер
- Деана Патаковић,[3][4] пијанисткиња и класична музичарка.

Поред албума Кријеш се, певале су пратеће вокале за песме Направите мостове (Зана), Рођен у новембру и Како те желим (Дејан Цукић).

## Списак песама
| №   | Назив               | Текст            | Музика                             | Трајање |  |
| 1.  | Кријеш се           | Ивана Патаковић  | Деана Патаковић                    | 3:26    |  |
| 2.  | Лутаћу градом       | Ивана Патаковић  | Драган Илић                        | 4:10    |  |
| 3.  | Тишином те зовем    | Ивана Патаковић  | Деана Патаковић                    | 3:46    |  |
| 4.  | Знам да постојиш    | Деана Патаковић  | Деана Патаковић                    | 3:42    |  |
| 5.  | Комар (осећам крај) | Деана Патаковић  | Дорин Чантер                       | 3:58    |  |
| 6.  | Хеј ти, мали риђи   | Ивана Патаковић  | Деана Патаковић                    | 3:25    |  |
| 7.  | Навијач             | Бора Ђорђевић    | Деана Патаковић                    | 3:50    |  |
| 8.  | Љубав на трен       | Марина Туцаковић | Зоран Живановић, Радован Јовићевић | 3:53    |  |
| 9.  | Заједно сами        | Деана Патаковић  | Саша Локнер, Деана Патаковић       | 4:30    |  |
| 10. | Досадан             | Сандра Перовић   | Деана Патаковић                    | 3:12    |  |